# Spaniel Saint-Usuge
Spaniel Saint-Usuge – rasa psa, należąca do grupy wyżłów (sekcja: wyżły kontynentalne, typ: „spaniel”), wywodząca się z dawnej prowincji Bresse we Francji. Jej początki sięgają co najmniej XVI wieku, jednak pod koniec II wojny światowej prawie zanikła. Dzięki staraniom Roberta Billarda rasa odrodziła się w drugiej połowie XX wieku. We Francji krajowy klub rasy powstał w 1990 roku. Rasa została zatwierdzona przez francuską organizację kynologiczną (Société centrale canine) w 2003 roku.

## Rys historyczny
Najprawdopodobniej jest to prastara rasa spaniela, która zachowała się w Bresse, czyli dawnej prowincji Francji. Uważał tak dr Guillemin, sędzia wystawy psów, która odbyła się w 1936 roku w miejscowości Louhans. Widział w nich uderzający portret psów na kuropatwy, które znaleźć możemy na starych gobelinach w zamkach znajdujących się między innymi w Awinionie, czy w Pałacu Papieży. Nazwa tej rasy wywodzi się od francuskiej wioski Saint-Usuge, z której to pochodził pierwszy przedstawiciel tego spaniela.
Baron z Reculot, który był doskonałym myśliwym i pochodził z regionu Franche-Comté, w taki sposób opisał tego małego spaniela: „potrafi wszędzie dotrzeć, wszystko przeszukać i nie pozostawia żadnego kąta niezbadanego”.
Spaniel Saint-Usuge był bliski wyginięcia. Przed II wojną światową pozostało niewielu przedstawicieli tej rasy. Jednak dzięki staraniom księdza Roberta Billarda, spaniela Saint-Usuge udało się przywrócić. Billard nabył sukę tej rasy, a później również psa. W niedługim czasie pojawił się pierwszy miot, a ksiądz Robert Billard założył księgę hodowlaną. Należy podkreślić, że dokonał on selekcji hodowlanej. Oznacza to, iż w sposób rygorystyczny musiał pozbyć się wszystkich nieczystości, wad i niedoskonałości u tej konkretnej rasy. W swojej książce hodowlanej wskazał zdolności łowieckie każdego ze swoich psów, zwracając szczególną uwagę na te uaktywnione podczas tropienia zwierzyny (między innymi podczas polowania na słonki), która była jego największą pasją. W 1978 r. wyhodował swój ostatni miot, a ostatnie szczenię podarował córce swojego przyjaciela.
W późniejszych latach, entuzjaści rasy postanowili stworzyć we Francji „Klub Spaniela Saint-Usuge”, którego jednym z głównych celów stało się oficjalne uznanie rasy. Do tego niezbędne było przeprowadzenie wielu selekcji, ale po 13 lat starań organizacja kynologiczna Société Centrale Canine zdecydowała się utworzyć Francuską Księgę Rodowodową (L.O.F.) dla Spanieli Saint-Usuge. Miało to miejsce w styczniu 2003 roku.
Od czasu utworzenia klubu na świat przyszło około 1200 psów tej rasy. Można je spotkać nie tylko we Francji, ale także między innymi w Niemczech, Kanadzie, Stanach Zjednoczonych, Szwajcarii oraz Austrii.

## Wzorzec
WYGLĄD OGÓLNY
Wyżeł w typie spaniela o półdługiej, miękkiej, gładkiej i jedwabistej sierści, całość doskonale harmonijna i elegancka. Jest to pies średniej wielkości, dobrze umięśniony i odporny, potulny, o łagodnym spojrzeniu. Ruchy nóg są sprężyste i regularne, o średniej amplitudzie.
WAŻNE PROPORCJE
Pies o sylwetce wpisującej się w prostokąt, o pożądanych proporcjach od 9 do 10 (9 wysokość w kłębie, 10 długość ciała).
GŁOWA
Odpowiednia do wielkości i płci psa. Linie czaszki i kufy rozbieżne.
MÓZGOCZASZKA
Czaszka: kopulasta, średniej szerokości.
Stop: Widoczny, u samców bardziej wyraźny niż u suk.
KOŃCZYNY
Kończyny przednie:
Ogólne: Widziane z przodu proste i równoległe, oglądane z profilu znajdują się pod tułowiem. Ramię i przedramię o mniej więcej równej długości.
Barki: Dobrze kątowane, mocne i dobrze umięśnione.
Ramiona: Dobrze umięśnione i szczupłe, pokryte włosem.
Łokcie: Przylegające do tułowia, nie skręcone ani na zewnątrz, ani do wewnątrz.
Przedramiona: Proste, o mocnym kośćcu.
Nadgarstki: Silne.
Śródręcza: Lekko pochylone.
Łapy: Owłosione. Równolegle do osi ciała, wydłużone, ale nie przesadnie, umiarkowanie zwarte. Poduszki jędrne. Pazury są mocne i mają ciemny kolor.
Kończyny tylne
Ogólne: Widziane od tyłu, proste i równolegle ustawione, o mocnym kośćcu.
Uda: Płaskie, długie, nisko opuszczone.
Stawy kolanowe: Mocne, dobrze kątowane.
Podudzia: Długie, umiarkowanie umięśnione.
Stawy skokowe: Dobrze kątowane i suche.
Śródstopia: Nie przesadnie odchylone, średniej długości.
Stopy: Owłosione. Równolegle do osi ciała, wydłużone, ale nie przesadnie, umiarkowanie zwarte. Poduszki jędrne. Pazury są mocne i mają ciemny kolor.
CHÓD
Ruchy nóg są sprężyste i regularne, o średniej amplitudzie, ale dumne i harmonijne.
TRZEWIOCZASZKA
Nos: Brązowa pigmentacja nosa harmonizująca z szatą. Nozdrza szeroko rozwarte.
Kufa: Prosta, mniej więcej tej samej długości co czaszka.
Wargi: Dobrze napigmentowane w kolorze sierści, słabo rozwinięte, ale na tyle obwisłe, aby kufa nie była spiczasta. Muszą dobrze zakrywać zęby.
Szczęki, uzębienie: Szczęki ze zgryzem nożycowym, tzn. tylna powierzchnia siekaczy górnych ściśle przylega do przedniej powierzchni siekaczy dolnych. Zęby osadzone są prostopadle w stosunku do szczęk, 42 zęby zgodnie ze wzorem zębowym.
Oczy: Okrągłe, szeroko otwarte, ale nie wyłupiaste, o żywym spojrzeniu, koloru orzecha laskowego (pożądany ciemny odcień). Powieki przylegające, dopasowujące się do kształtu gałki ocznej o dobrze napigmentowanych brzegach.
Uszy: Osadzone nisko – na poziomie linii oczu. Płaskie, trójkątne, pokryte włosem, które sięgają końca kufy.
SZYJA
Krótka i mocna, bez podgardla.
TUŁÓW
Linia górna: Prosta.
Kłąb: Wyraźny.
Grzbiet: Mocny i dobrze umięśniony.
Lędźwie: Średniej długości i dobrze umięśnione.
Zad: Krótki, sprawiający wrażenie małego, dobrze zbudowanego psa.
Klatka piersiowa: Szeroka i dobrze rozwinięta we wszystkich trzech wymiarach. Żebra zaokrąglone, ale nie przesadnie.
Linia dolna: Łagodnie wznosząca się ku tyłowi.
Ogon: Sięgający stawu skokowego, dobrze owłosiony (z „piórem”). Ogon niekopiowany, noszony sierpowato.
SKÓRA
Marmurkowata z brązowymi plamami, dopasowująca się do kształtu ciała, nie tworzy fałd.
OKRYWA WŁOSOWA
Włos: Średniej długości, lekko falisty, dobrze owłosiony na całym ciele. Włosy na głowie są krótsze. Włos na kończynach jest gęstszy. Uszy i ogon są dobrze owłosione („z piórem”). Włos na klatce piersiowej jest obfity, jak również podszerstek.
Umaszczenie: Bicolor, brązowo-pstrokate bez białych łat, z lub bez białej gwiazdy na czole u dorosłego osobnika (szczenięta rodzą się z białą gwiazdą na czole, która może zniknąć w wieku dorosłym).
WYMIARY
Wysokość w kłębie:
psy od 45 do 53 cm
suki od 41 do 49 cm
WADY
Wszelkie odstępstwa od powyższego wzorca powinny być traktowane jako wady i oceniane w zależności od stopnia ich nasilenia.
POWAŻNE WADY
Kufa krótka, wąska lub spiczasta. Powieki bardzo luźne. Karpiowaty lub łękowaty grzbiet (lordoza lub kifoza). Uniesiony zad. Zbyt krótki mostek. Łokcie silnie wykręcone na zewnątrz lub do wewnątrz. Stawy skokowe zamknięte, krowie lub beczkowe, zarówno w pozycji stojącej, jak i w ruchu. Chód zbyt krótki i sztywny. Inochód jest niedopuszczalny.
WADY DYSKWALIFIKUJĄCE
Jakikolwiek typ słabości charakteru, strach przed wystrzałem lub zwierzyną. Przodozgryz, skrzywiona żuchwa. Braki w uzębieniu, prócz zębów P1. Entropium, ektropium. Krótki, skrzywiony, złamany ogon lub pies bez ogona od urodzenia. Brak pigmentacji. Heterochromatyczne oczy (heterochromia). Każde umaszczenie inne niż standardowe, trójkolorowe, białe łaty.
UWAGA: Samce muszą mieć dwa, prawidłowo wykształcone jądra, całkowicie umieszczone w mosznie.

## Standard pracy
Pies z natury łagodny i posłuszny, jego tresura jest łatwa pod warunkiem, że nie stosuje się wobec niego agresji. Jest to pies o dużej wrażliwości, któremu wystarczy jedynie stanowczy głos opiekuna, aby uzyskać to, czego będzie wymagać jego trener. Spaniel Saint-Usuge jest bardzo wszechstronnym psem, potrafi pracować zarówno w lesie, w wodzie, jak i na równinie. Jest psem tropiącym, który szczególnie lubi polować na słonki.
TROPIENIE ZWIERZYNY
W czasie polowania porusza się umiarkowanym tempem. Jest to pies, który nie boi się wystrzałów z broni i zawsze pragnie utrzymać kontakt ze swoim panem. Potrafi polować z podniesioną głową lub tropić z nosem przy ziemi tak długo, by dotrzeć do zwierzyny. Kiedy znajdzie zwierzynę zaczyna w sposób dynamiczny machać ogonem.
NOSZENIE GŁOWY
Głowa może być noszona dość wysoko w stosunku do linii grzbietu, jak również przy ziemi.
STÓJKA
U tej rasy jest ona twarda, wykonywana w pozycji stojącej. Ogon ustawiony równolegle do ziemi, ale dopuszczalny jest też jego delikatny ruch, który jest oznaką bezpośredniego sąsiedztwa zwierzyny.

## Temperament
Z natury łagodny, posłuszny, zrównoważony, czuły, bardzo wrażliwy, bez lęku przed zwierzyną, czujny i z zapałem do pracy, łatwy do wyszkolenia.

## Użytkowość
Wyżeł